# Ghigliottina

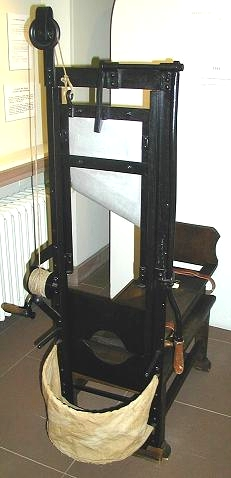
Modello di ghigliottina tedesca

La ghigliottina (in francese guillotine, IPA [ɡijɔtin]) è un dispositivo utilizzato per la decapitazione degli individui condannati alla pena di morte.
Inventata in Francia nel XVIII secolo, ebbe larga diffusione, oltre che nel suo Paese d'origine, in Svizzera, Belgio, Germania e nello Stato Pontificio.
Essa prende il nome dal medico e politico rivoluzionario francese Joseph-Ignace Guillotin, il quale, tuttavia, non ne fu l'inventore: egli fu solo il capofila dei deputati che propugnavano all'Assemblea nazionale l'adozione di uno strumento di esecuzione che fosse uniforme per tutti i condannati e garantisse una morte immediata e senza sofferenze. La ghigliottina consiste infatti, essenzialmente, di una pesante lama di metallo (il cui filo era originariamente ortogonale al percorso di discesa e, nelle successive versioni, inclinato di circa 30º rispetto ad esso) lasciata cadere lungo un percorso obbligato da un'altezza di poco più di 2 m sul collo del condannato, che così veniva reciso di netto, evitando agonie legate alle esecuzioni a fil di spada.
In Francia fu utilizzata fino al 1977, anno dell'ultima esecuzione capitale in quel Paese prima dell'abolizione totale della pena di morte nel 1981.

## Costruzione e funzionamento
Nella versione utilizzata in Francia, la ghigliottina era formata da una base sulla quale erano fissati due montanti verticali di circa 4 metri di lunghezza, distanziati fra loro di circa 37 cm, sormontati da una barra trasversale che li univa tra loro, sulla quale era montata una puleggia (organo di trasmissione del moto). Tra i due montanti scorreva una lama di acciaio a forma di trapezio (anche se nel prototipo era a mezza luna), che veniva montata in modo che il filo della lama si trovasse sul lato obliquo e rivolto verso il basso. Sopra la lama era apposto un peso metallico, talché l'insieme di lama e peso aveva una massa di circa 40 kg. La lama aveva un angolo di 45° rispetto all'asse orizzontale: molto più stretta e inclinata, quindi, di quanto appaia normalmente nell'iconografia popolare.
Alla lama era collegata una corda passante per la puleggia, che ne consentiva il sollevamento; sul montante sinistro era presente un meccanismo di blocco azionabile con una leva, al fine di consentire il rilascio della lama e la sua caduta libera per gravità. La corsa della lama era di 2,25 metri, e quindi (trascurando gli attriti) al momento dell'impatto la stessa raggiungeva la velocità di 24 km/h circa.
Tra i due montanti erano pure presenti due semilunette in legno, di cui quella inferiore fissata alla base e la superiore scorrevole; abbassando la lunetta superiore su quella inferiore, alla congiunzione delle due veniva a formarsi un collare che serviva a immobilizzare il collo del condannato tra i due montanti.
Queste le fasi dell'esecuzione: il condannato era legato a una tavola basculante tenuta in posizione verticale; una volta legato, la tavola veniva fatta scivolare in posizione orizzontale e il collo del condannato veniva a trovarsi posizionato tra i due montanti e appoggiato alla semilunetta inferiore; la semilunetta superiore veniva abbassata, bloccando il collo del condannato; il meccanismo di rilascio della lama era immediatamente azionato e la lama cadeva mozzando la testa del condannato, che cadeva in un catino di zinco, mentre il corpo veniva fatto scivolare in una cassa zincata posta alla base della macchina. Durante la rivoluzione francese il boia raccoglieva la testa (tenendola per i capelli, oppure per le orecchie, nel caso in cui il condannato fosse calvo) e la mostrava al pubblico; successivamente l'usanza fu abbandonata. 

## Storia

### Precursori
Dell'uso di macchine analoghe alla ghigliottina si ha notizia attraverso una stampa del 1307, conservata al British Museum, che raffigura la morte per decapitazione, appunto, in Irlanda, di un certo Murdoc Ballag.
Come attestato nella Cronaca figurata del Ferraiolo, lo strumento era in uso nel Regno di Napoli almeno dalla fine del XV secolo.
Anche in Inghilterra era in funzione una macchina simile, chiamata patibolo di Halifax, mentre in Scozia ne era in vigore una già dalla metà del '500, chiamata Scottish maiden («pulzella scozzese»).
Anche in Germania e in Italia - sempre nel Cinquecento - si usava dare la morte per decapitazione. In Italia il marchingegno in uso portava il nome comune di "mannaia" (o "mannaja") e restò in uso, nella Roma papalina, sino alla conquista da parte del Regno d'Italia (1870). La mannaia romana era una macchina molto simile alla ghigliottina francese, ma dotata di lama a forma di mezzaluna anziché obliqua.

### La proposta del dott. Guillotin
La ghigliottina non fu inventata dal dottor Joseph-Ignace Guillotin, da cui prese comunque il nome.
Il contributo del medico, insieme ad altri politici francesi, fu quello di presentare all'Assemblea Nazionale, in data 9 ottobre 1789, un progetto di legge in sei articoli con il quale (art. 1) si stabiliva che le pene avrebbero dovuto essere identiche per tutti, senza distinzione di rango del condannato. L'art. 2 poi prevedeva che, nel caso di applicazione della pena di morte, il supplizio avrebbe dovuto essere il medesimo, indipendentemente dal crimine commesso, e che il condannato sarebbe stato decapitato per mezzo di un semplice meccanismo.
Sfortunatamente, il successivo 1º dicembre Guillotin non adottò il tono giusto nell'illustrare la propria proposta; bastino due citazioni riportate rispettivamente da Le Moniteur e dal Journal des États généraux:
Tutta l'assemblea, a cominciare dai cronisti, scoppiò a ridere, tanto che Guillotin si infuriò con i colleghi e soprattutto con la stampa. Ciononostante, l'art. 1 (quello sull'eguaglianza delle pene) fu messo ai voti e approvato all'unanimità, mentre per i restanti articoli la discussione fu aggiornata. Fu ripresa il successivo 21 gennaio 1790, ma l'art. 2, sull'onda dell'accoglienza avuta in dicembre e dei commenti ironici della stampa, non fu neppure messo ai voti.

### Discussione sul codice penale

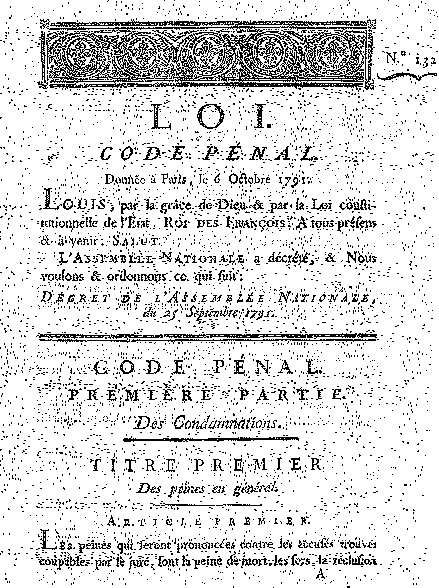
Frontespizio del Code pénal promulgato il 6 ottobre 1791

Nel 1791, nel corso dei lavori per la redazione del nuovo codice penale, fu nuovamente affrontato il problema della pena di morte. Il progetto iniziale ne prevedeva l'abolizione, ma nel corso dei lavori assembleari fu stabilito di mantenere tale pena: da qui il dibattito sul modo di esecuzione della stessa; pur essendo relativamente pacifico che il supplizio avrebbe dovuto essere uno solo, indipendentemente da rango e crimine, la discussione si accentrò sulle due modalità dell'impiccagione o della decapitazione. Alla fine la scelta cadde su quest'ultima modalità, soprattutto perché si trattava del supplizio riservato alla nobiltà, e quindi quello che nell'immaginario collettivo minimizzava il marchio di infamia sul condannato e i suoi discendenti: il contrario rispetto all'impiccagione, che tradizionalmente era riservata alla peggior feccia. Il dibattito si svolse in assemblea tra il 30 maggio e il 3 giugno, allorquando fu votato l'articolo che prevedeva: 

### Intervento di Sanson
Il 25 settembre fu promulgato il decreto di applicazione. In tale circostanza fu consultato il boia di Parigi, Charles-Henri Sanson, che scrisse una lettera al ministro della giustizia, Duport-Dutertre, facendo presenti i problemi pratici che la lettera della legge gli avrebbe procurato nel suo lavoro: in particolare la circostanza che per un'efficace e rapida decapitazione è indispensabile la destrezza dell'esecutore, la qualità della spada e soprattutto la collaborazione del condannato, che deve rimanere perfettamente immobile, in quanto in caso contrario il boia rischia di dare uno spettacolo di bassa macelleria. La preoccupazione di Sanson era che un condannato di estrazione popolare non avrebbe avuto né la forza di spirito né la volontà di collaborare a una buona riuscita dell'esecuzione.

### Antoine Louis, Tobias Schmidt
Il procuratore generale Roederer tentò di consultare Guillotin, che non ne volle minimamente sapere, memore dello smacco del 1789 e desideroso di evitare qualsiasi associazione con la macchina per decapitare: l'incarico di studiare una soluzione fu così affidato ad Antoine Louis, segretario perpetuo dell'Accademia di Medicina, che il 17 marzo 1791 presentò al ministro della giustizia un Avis motivé sur le mode de Décollation, seguito il 24 marzo da una dettagliata descrizione tecnica della macchina. Il progetto era del tutto simile alla versione definitiva, salvo per la forma della lama, semicircolare, e per l'appoggio del collo del condannato, per il quale si prevedeva un ceppo. Nel frattempo, il 20 marzo, l'Assemblea Nazionale aveva decretato l'urgenza, e ciò in base alla considerazione che i condannati avevano diritto a subire l'esecuzione il prima possibile, per non prolungare inumanamente la loro attesa del supplizio.
La materiale costruzione della macchina fu commissionata al carpentiere del demanio, Guidon, che gonfiò smisuratamente il preventivo sino a 5.660 franchi, suscitando lo scandalo del ministro delle imposte. Intervenne ancora una volta Sanson, che presentò a Louis un proprio amico, il clavicembalista prussiano Tobias Schmidt, che il 10 aprile si offrì di realizzare la macchina per soli 960 franchi.
Nella primavera del 1792, dopo alcuni esperimenti condotti su cadaveri, la lama della macchina venne sostituita da ricurva in obliqua, così da assicurare una maggiore efficacia nel taglio.
Il 17 aprile la macchina fu sperimentata nuovamente su alcuni montoni e cadaveri umani, con esito positivo. Era pronta per entrare in funzione.

### Messa in opera
La macchina fu posta in opera il 25 aprile 1792 con l'esecuzione di Nicolas Pelletier, condannato per omicidio e furto. Le cronache riportano la grande delusione della folla accorsa numerosa che, a causa della rapidità dello strumento, non ebbe letteralmente il tempo di vedere alcunché dello spettacolo.
Tra gli altri condannati famosi che seguirono Pelletier ricordiamo:
- 21 gennaio 1793: Luigi XVI, re di Francia
- 16 ottobre 1793: Maria Antonietta d'Asburgo-Lorena, regina di Francia
- 3 novembre 1793: Olympe de Gouges, drammaturga e giornalista. Fu ghigliottinata perché si era opposta all'esecuzione di Luigi XVI e aveva osato attaccare Robespierre
- 8 novembre 1793: Manon Roland che, sul patibolo, rivolse alla statua rappresentante la Libertà, collocata in Place de la Révolution al posto della statua equestre di Louis XV de France la famosa frase: "O Libertà, quanti crimini vengono commessi nel tuo nome!"
- 5 aprile 1794: Georges Jacques Danton e Camille Desmoulins
- 8 maggio 1794: Antoine Lavoisier, padre della chimica moderna
- 17 luglio 1794: le 16 sante carmelitane di Compiègne
- 25 luglio 1794: André Chénier, poeta
- 28 luglio 1794 (10 termidoro anno II): Maximilien Robespierre e Louis Saint-Just
- 13 marzo 1858: Felice Orsini, patriota e scrittore italiano
- 15 agosto 1894: Giulio Martinelli, anarchico italiano
- 16 agosto 1894 Sante Caserio, anarchico italiano
- 25 febbraio 1922: Henri Landru, assassino di dieci donne e di un ragazzo
- 10 gennaio 1934: Marinus van der Lubbe, che aveva confessato sotto tortura di essere il responsabile dell'incendio del Reichstag; condannato a morte per alto tradimento nella Germania nazista
- 17 giugno 1939: Eugen Weidmann, assassino di sei persone (ultima esecuzione pubblica in Francia)
- 22 febbraio 1943: i fratelli Hans e Sophie Scholl e Christoph Probst (membri della Rosa Bianca), condannati a morte per tradimento nella Germania nazista
- 20 maggio 1954: Ernst Jennrich, operaio della Repubblica Democratica Tedesca, condannato in seguito ai moti operai del 1953 nella Germania Est
- 28 luglio 1976: Christian Ranucci, ragazzo appena ventiduenne, per il rapimento e l'assassinio di una bambina di otto anni di origine spagnola
- 10 settembre 1977: Hamida Djandoubi per sevizie e omicidio di una ragazza (ultima esecuzione capitale in Francia prima dell'abolizione)

Resta sconosciuto il numero delle persone che hanno subito il supplizio della ghigliottina. Le stime più verosimili ritengono che il numero di giustiziati dal periodo napoleonico in poi possa essere determinato in 1500-2500 persone, mentre per il periodo rivoluzionario si ritiene che il numero dei giustiziati possa essere compreso tra 15 000 e 25 000.
La macchina originale del 1792 venne distrutta nel 1871, durante la Comune di Parigi, da un battaglione della Guardia nazionale .

### Collocazione
La ghigliottina a Parigi fu posta via via in luoghi diversi, sull'onda delle vicende politiche e sociali. La prima collocazione la vide operare in Place de Grève, tradizionale luogo per l'esecuzione dei criminali comuni. Il 21 agosto 1792, con le prime esecuzioni politiche che avevano seguito i fatti del 10 agosto, la macchina fu spostata in Place de la Réunion (ora Place du Carrousel).
Già dal 23 agosto fu decretato che sarebbero state utilizzate due macchine: quella di Place de Grève, da installare secondo il bisogno, e quella di Place de la Réunion, destinata ai soli criminali politici. Tale ultima macchina sarebbe rimasta montata in permanenza, con l'eccezione della lama, che il boia avrebbe asportato dopo l'utilizzo.
Il 17 maggio 1793 la macchina traslocò in Place de la Révolution (oggi Place de la Concorde), e ciò in quanto i deputati della Convenzione, insediatisi nella Sala delle Macchine delle Tuileries, non sopportavano la vista del patibolo dalle loro finestre.
Già in un'occasione, peraltro, la macchina aveva lavorato in Place de la Révolution, e precisamente il 21 gennaio 1793, per l'esecuzione di Luigi XVI: si trattava di uno spostamento dettato soprattutto da motivi di sicurezza (al fine di evitare le stradine attorno al Carrousel), ma anche simbolici (la piazza era precedentemente dedicata al quadrisavolo Luigi XV). Un altro spostamento estemporaneo ebbe luogo il 12 novembre 1793, per l'esecuzione dell'astronomo ed ex-sindaco di Parigi Jean Sylvain Bailly: in questa circostanza, infatti, la ghigliottina fu spostata temporaneamente nel Campo di Marte.
Il 9 giugno 1794 (21 pratile anno II) la macchina traslocò in Place Saint-Antoine (oggi Place de la Bastille) e dopo soli 4 giorni alla Place du Trône-Renversé (oggi Place de la Nation). Tale ultimo spostamento fu dovuto alle preoccupazioni per la salute pubblica: grazie alle leggi speciali di pratile, la macchina in tre giorni eseguì ben 73 sentenze, e la quantità di sangue versato non poteva essere assorbita dal terreno, provocando miasmi pestilenziali.
Nel 1851 fu stabilito di montare di volta in volta il patibolo davanti alla porta della prigione nella quale era custodito il condannato, e nel 1872 il patibolo stesso fu abolito, con l'installazione della macchina al suolo. Dopo l'esecuzione del criminale tedesco Eugen Weidmann, avvenuta nel 1939 e fotografata in maniera morbosa dalla stampa, fu stabilito che le esecuzioni avrebbero avuto luogo all'interno delle prigioni e senza pubblico.

## Il nome della macchina
Al suo apparire la nuova macchina fu battezzata familiarmente dal popolo Louisette o Petite-Louise, dal nome di Antoine Louis, il quale, pur non avendo avuto praticamente il tempo di vederla in opera, essendo morto nel maggio 1792, espresse subito il suo rincrescimento per tale soprannome.
Fu la stampa dell'epoca a ribattezzare la macchina Guillotine, sia per motivi fonetici, in quanto il termine, facente rima con machine, si prestava al componimento di epigrammi scherzosi e canti popolari, sia per vendetta verso il cattivo carattere del deputato, che, peraltro, portò con sé fino alla morte il cruccio di aver dato il nome alla macchina, rifiutando in ogni occasione la paternità della stessa, né mai assistette ad alcuna esecuzione.
Paradossalmente il vero artefice, Tobias Schmidt, tentò invano di farsene riconoscere la paternità: egli infatti presentò un'istanza per brevettare la macchina assicurandosi così la commessa per tutte le repliche che avrebbero dovuto essere inviate negli altri 83 dipartimenti in cui era diviso amministrativamente il regno. La domanda fu sdegnosamente rifiutata dal ministero degli interni il 24 luglio 1792, con la motivazione che la Francia non era ancora arrivata a un tale livello di barbarie e che non era concepibile il brevetto di un meccanismo che non avrebbe potuto avere legalmente altro destinatario che lo Stato.

## Fisiologia della ghigliottina

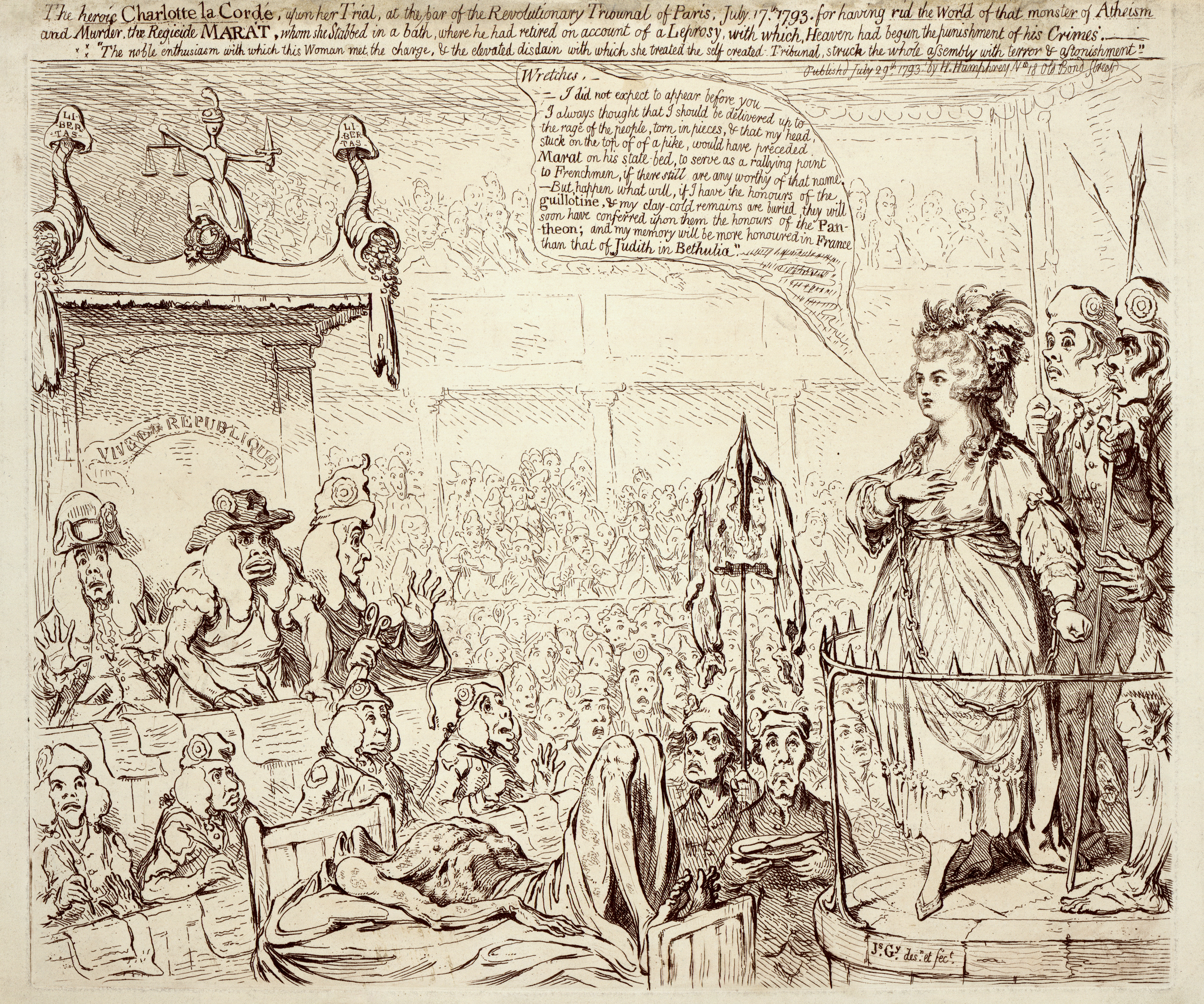
L'esecuzione di Carlotta Corday, di James Gillray

All'adozione della ghigliottina è legata una leggenda mai scientificamente comprovata, ovvero la supposta permanenza di coscienza, per alcuni secondi dopo l'esecuzione, della testa del condannato, il quale sarebbe stato così in grado di percepire la propria caduta nel cesto o, financo, di vedere la folla quando il boia presentava la testa al pubblico.
Tale leggenda nasce probabilmente dal complesso di due circostanze. Da un lato, la testa tagliata, al pari di qualunque arto amputato, presenta fremiti e movimenti autonomi di natura nervosa.
Dall'altro lato, sembra che il mito sia stato innescato in occasione dell'esecuzione di Charlotte Corday, l'assassina di Jean-Paul Marat. Charles-Henri Sanson riporta nelle sue memorie che in tale occasione la condannata lo precedette sul patibolo e, mentre il boia si trovava ancora ai piedi dello stesso, si sistemò da sola sulla ghigliottina. Sanson, ancora a terra, per evitare un'inutile attesa alla donna fece cenno al suo assistente di azionare la macchina, il che avvenne. Subito dopo un carpentiere che non aveva fatto in tempo a scendere dal patibolo prese la testa e, mostrandola al popolo, le tirò un ceffone in segno di spregio. La cronaca pretende che la testa sia arrossita violentemente di sdegno tra l'orrore degli astanti. Certo è che il carpentiere fu arrestato.
Il mito della testa cosciente di sé percorse tutto il periodo rivoluzionario e il XIX secolo, alimentato da questo e da altri aneddoti, come quello che pretendeva che la testa di Maria Stuarda avesse parlato dopo la decapitazione.
Si racconta anche di esperimenti pseudo-scientifici, coinvolgenti scienziati condannati a morte (come Antoine-Laurent de Lavoisier) che avrebbero concordato con i colleghi segni di riconoscimento (come il battito ritmico delle ciglia), come pure di esperimenti tesi a riattaccare la testa immediatamente dopo la decapitazione. Tali notizie sono da ritenersi invenzioni letterarie o vere e proprie bufale giornalistiche.
In ogni caso, indipendentemente dal fatto che il cervello possa continuare a essere considerato "vivo" per un certo periodo di tempo successivo alla separazione della testa dal tronco, è da ritenersi ragionevolmente certo che il repentino crollo della pressione sanguigna provochi nel giustiziato una perdita di coscienza immediata e che, quindi, non vi sia alcuna possibilità di comprensione di quello che succede, né di moti volontari dei muscoli facciali.

## Diffusione

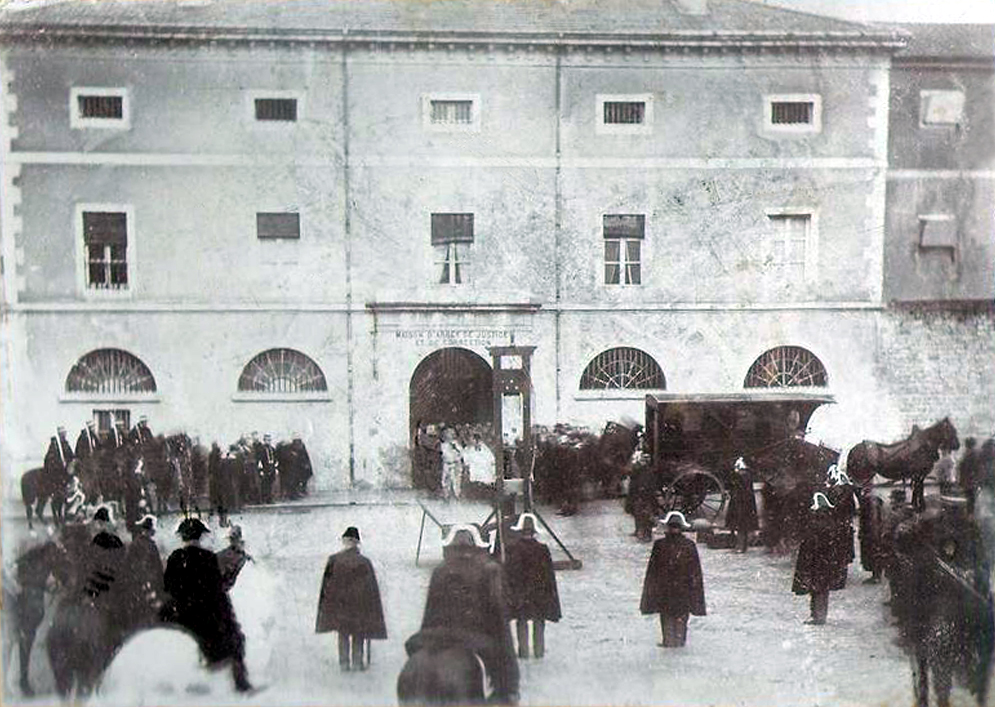
Esecuzione pubblica del pluriomicida Pierre Vaillat davanti alla prigione di Lons-le-Saunier, Francia, 20 aprile 1897

Dopo la rivoluzione francese la ghigliottina diventa un prodotto "da esportazione": molti saranno i governi che adotteranno questa macchina per la pena di morte. Fra gli altri si annoverano Cina, Algeria, Madagascar, Principato di Monaco e quasi tutta l'Europa, incluso lo Stato Pontificio, la cui figura del boia Mastro Titta al servizio del Papa diverrà elemento di folklore.
In alcuni paesi è stata usata una sola volta (è il caso della Svezia), al contrario della Germania nazista dove le sentenze eseguite furono oltre diecimila. Dopo la divisione la Repubblica federale tedesca abolirà la pena capitale nei primi anni cinquanta, mentre la DDR negli anni ottanta. In alcuni paesi arabi, specie in Qatar, venne usata in passato per tagliare le mani ai ladri.
L'ultimo uso pubblico in Francia risale al 1939, fuori dalla prigione Saint-Pierre a Versailles, quando venne utilizzata per l'esecuzione di Eugen Weidmann, un assassino decapitato davanti a una grande folla la mattina del 17 giugno. I mezzi di comunicazione dell'epoca ripresero morbosamente l'evento, il che indusse il governo a decidere di spostare le esecuzioni in carcere, lontano dal pubblico. La ghigliottina fu usata per l'ultima volta il 10 settembre 1977 nel carcere di Marsiglia, per l'esecuzione di Hamida Djandoubi, reo di torture e omicidio ai danni della sua fidanzata, Élisabeth Bousquet.
La pena capitale fu abolita in Francia il 9 ottobre 1981, su iniziativa di Robert Badinter, ministro della Giustizia nei primi anni della presidenza di François Mitterrand, che fece approvare dal parlamento la legge 81-908 che ha soppresso la pena capitale. La legge prevedeva che le condanne inflitte prima della sua entrata in vigore e non ancora eseguite fossero commutate nella pena dell'ergastolo, disposizione tuttavia rimasta senza effetto giacché il 25 maggio 1981, quattro giorni dopo la sua elezione, François Mitterrand aveva dato esito favorevole alla domanda di grazia presentata dall'unico condannato a morte che si trovava nelle carceri francesi.